# Flowella
Flowella é uma Região censo-designada localizada no estado norte-americano do Texas, no Condado de Brooks.

## Demografia
Segundo o censo norte-americano de 2000, a sua população era de 134 habitantes.

## Geografia
De acordo com o United States Census Bureau tem uma área de
2,7 km², dos quais 2,7 km² cobertos por terra e 0,0 km² cobertos por água. Flowella localiza-se a aproximadamente 31 m acima do nível do mar.

## Localidades na vizinhança
O diagrama seguinte representa as localidades num raio de 32 km ao redor de Flowella.